# Mapei (equipo ciclista)
Mapei fue un equipo italiano (posteriormente belga) de ciclismo en ruta desde 1993 hasta 2002, que tuvo como patrocinador principal a la firma Mapei. 
Fue uno de los equipos más potentes y exitosos de su época, siendo el n.º 1 del ranking mundial en 8 de sus 10 temporadas, siete de ellas de manera consecutiva.
Patrick Lefevere fue el director principal del equipo.

## Historia
El equipo Mapei surgió en el año 1993, copatrocinado por Eldor-Viner, nombre por el que se le conoció en algunas carreras durante los primeros meses.
Se fusionó con el equipo CLAS-Cajastur en 1994, y en 1995 acogió a buena parte del equipo GB-MG, cuyos patrocinadores se escindieron, resultando en un equipo nuevo, Maglificio, por un lado, y el copatrocinio con Mapei por el otro. Con estas fusiones, el Mapei se convirtió uno de los más potentes del pelotón, ocupando el n.º 1 en el Ranking UCI en 1994-2000 y 2002. 
En 2003, tras la decisión de la empresa Mapei de dejar el ciclismo, nace un nuevo equipo, el Quick Step, con la firma homónima como espónsor principal.

## Hitos

### N.º1 del ranking mundial
El equipo fue n.º 1 del ranking mundial en 8 de sus 10 temporadas, siete de ellas de manera consecutiva.

### Clásicas
El equipo tuvo a grandes especialistas en clásicas, como el belga Johan Museeuw o los italianos Michele Bartoli, Andrea Tafi y Franco Ballerini. 

#### París-Roubaix
El Mapei ganó cinco veces la prestigiosa clásica París-Roubaix; en tres de esas ocasiones (1996, 1998, 1999) el equipo copó los tres puestos del podio. En la edición de 1996, Lefevere telefoneó a 15 kilómetros de la meta a Milán, al dueño de la firma Mapei, Giorgio Squinzi, para preguntar a este el orden de llegada deseado, que se saldó con victoria de Museeuw, escoltado en el podio por Bortolami (2.º) y Tafi (3.º). En 1998, Franco Ballerini ganó la carrera, con cuatro minutos de ventaja sobre sus compañeros Tafi y Peeters, y en 1999 el ganador fue Tafi, con dos minutos sobre Peeters y Tom Steels.

#### Copa del mundo
En cuatro ocasiones un ciclista del equipo Mapei se hizo con la Copa del Mundo: Gianluca Bortolami (1994), Johan Museeuw (1995, 1996) y Paolo Bettini (2002).

### Campeonatos del Mundo
El equipo también tuvo cuatro ganadores del Campeonato Mundial de Ciclismo en Ruta: Abraham Olano (1995), Johan Museeuw (1996), Oscar Camenzind (1998) y Óscar Freire (2001). Camenzind no lució el maillot arco iris en 1999 (se marchó al equipo Lampre), y en 2000 Freire llevó dicho al Mapei tras haberlo logrado en 1999, cuando militaba en el Vitalicio Seguros.

### Grandes Vueltas
En cuanto a las grandes vueltas, el suizo Tony Rominger fue el mejor ciclista que tuvo Mapei en su historia. Rominger ganó la Vuelta a España en 1994 (su tercera Vuelta, y primera para el equipo, en su primera temporada), año en que, además de la general, se llevó seis etapas. En 1995, Rominger triunfó en el Giro de Italia, haciéndose con la maglia rosa (general), la maglia ciclamino (puntos), la maglia azzurra (sprints intermedios) y cuatro etapas. En 1996, Rominger fue 3.º en la Vuelta a España, donde ganó la clasificación de la montaña y dos etapas.
El otro gran hombre del Mapei para la general de una gran vuelta fue el español Abraham Olano, quien en 1994 ganó tres etapas en la Vuelta a España dominada por su compañero Rominger, puesto que terminó 2.º en la Vuelta a España en 1995, y 3.º en el Giro de Italia en 1996, el año que debutó en el Giro, tras perder la maglia rosa en el Mortirolo.

## Nombre del equipo
El nombre oficial del equipo cambió a lo largo de los años, en función de la marca que acompañara a la empresa Mapei como copatrocinador de la escuadra. Los nombres del equipo Mapei a lo largo de los años fueron los siguientes: Mapei (1993), Mapei-Clas (1994), Mapei-GB (1995-1997), Mapei-Bricobi (1998), Mapei-Quickstep (1999-2002).

## Plantilla
Para años anteriores, véase Plantillas del Mapei

## Palmarés
Para años anteriores, véase Palmarés del Mapei

## Ciclistas destacados
| Nombre              | Año Nacimiento | Nacionalidad    | Llegada   | Salida    | Resultados para el equipo |
| ------------------- | -------------- | --------------- | --------- | --------- | --- |
| Fernando Escartín   | 1968           | España          | 1994      | 1995      | |
| Gianluca Bortolami  | 1968           | Italia          | 1994      | 1996      | Copa del Mundo de Ciclismo (1994) Campeonato de Zúrich (1994) Leeds International Classic (1994) 1 etapa del Tour de Francia                                                                                  |
| Abraham Olano       | 1970           | España          | 1994      | 1996      | Campeón del mundo en ruta (1995) Tour de Romandía (1996) 2º de la Vuelta a España (1995) y 3 etapas 3º del Giro de Italia (1996)                                                                              |
| Tony Rominger       | 1961           | Suiza           | 1994      | 1996      | Vuelta a España (1994) Giro de Italia (1995) Tour de Romandía (1995) París-Niza (1994) Vuelta al País Vasco (1994) 8 etapas de la Vuelta a España 4 etapas del Giro de Italia                                 |
| Franco Ballerini    | 1964           | Italia          | 1994 2001 | 1998 2001 | París-Roubaix (1995, 1998) |
| Daniele Nardello    | 1972           | Italia          | 1994      | 2002      | Campeonato de Italia de ciclismo en ruta (2001) 1 etapa del Tour de Francia 2 etapas de la Vuelta a España |
| Andrea Tafi         | 1966           | Italia          | 1994      | 2002      | Giro de Lombardía (1996) París-Roubaix (1999) Tour de Flandes (2002) París-Tours (2000) Wincanton Classic (1997)                                                                                              |
| Frank Vandenbroucke | 1974           | Bélgica         | 1995      | 1998      | París-Niza (1998) |
| Johan Museeuw       | 1965           | Bélgica         | 1995      | 2000      | Campeón del mundo en ruta (1996) Campeonato de Bélgica de ciclismo en ruta (1996) Copa del Mundo de Ciclismo (1995, 1996) Tour de Flandes (1995, 1998) París-Roubaix (1996, 2000) Campeonato de Zúrich (1995) |
| Manuel Beltrán      | 1971           | España          | 1995 2000 | 1996 2001 | |
| Tom Steels          | 1971           | Bélgica         | 1996      | 2002      | Campeonato de Bélgica de ciclismo en ruta (1997, 1998, 2002) 9 etapas del Tour de Francia 2 etapas de la Vuelta a España                                                                                      |
| Gianni Bugno        | 1964           | Italia          | 1997      | 1998      | 1 etapa de la Vuelta a España |
| Oskar Camenzind     | 1971           | Suiza           | 1997      | 1998      | Campeón del mundo en ruta (1998) Giro de Lombardía (1998) |
| Ján Svorada         | 1968           | República Checa | 1997      | 1998      | 3 etapas de la Vuelta a España 1 etapa del Tour de Francia |
| Pavel Tonkov        | 1969           | Rusia           | 1997      | 2000      | Tour de Romandía (1997) 2º, 2º y 5º del Giro de Italia y 4 etapas 3º y 4º de la Vuelta a España y una etapa                                                                                                   |
| Axel Merckx         | 1972           | Bélgica         | 1999      | 2000      | Campeonato de Bélgica de ciclismo en ruta (2000) 1 etapa del Giro de Italia |
| Michele Bartoli     | 1970           | Italia          | 1999      | 2001      | Flecha Valona (1999) Tirreno-Adriático (1999) |
| Paolo Bettini       | 1974           | Italia          | 1999      | 2002      | Copa del Mundo de Ciclismo (2002) Lieja-Bastogne-Lieja (2000, 2002) Campeonato de Zúrich (2001) 1 etapa del Tour de Francia                                                                                   |
| Óscar Freire        | 1976           | España          | 2000      | 2002      | Campeón del mundo en ruta (2001) 1 etapa del Tour de Francia 2 etapas de la Vuelta a España |
| Stefano Garzelli    | 1973           | Italia          | 2001      | 2002      | 2 etapas del Giro de Italia |
| Fabian Cancellara   | 1981           | Suiza           | 2001      | 2002      | Campeonato de Suiza Contrarreloj (2002) |
| Yevgeni Petrov      | 1978           | Rusia           | 2001      | 2002      | Campeonato de Rusia Contrarreloj (2002) Tour del Porvenir (2002) |

## Clasificaciones UCI
De 1994 a 2002, el equipo estaba calificado en la primera categoría de los equipos profesionales. Las siguientes clasificaciones aquí expuestas corresponden a las fechas desde su aparición hasta su disolución. 
| Temporada | Clasificación por equipos | Mejor corredor en la clasificación individual |
| --------- | ------------------------- | --------------------------------------------- |
| 1994      | 1.º                       | Tony Rominger (1.º)                           |
| 1995      | 1.º                       | Tony Rominger (2.º)                           |
| 1996      | 1.º                       | Johan Museeuw (4.º)                           |
| 1997      | 1.º                       | Pavel Tonkov (5.º)                            |
| 1998      | 1.º                       | Andrea Tafi (7.º)                             |
| 1999      | 1.º                       | Paolo Bettini (13.º)                          |
| 2000      | 1.º                       | Paolo Bettini (10.º)                          |
| 2001      | 4.º                       | Paolo Bettini (9.º)                           |
| 2002      | 1.º                       | Paolo Bettini (3.º)                           |

## Dopaje
Muchos corredores del equipo Mapei fueron implicados en casos de dopaje, entre los cuales estaban :
- Franco Ballerini en 1996
- Valentino Fois dos veces en 1998
- Stefano Garzelli en 2002
- Stefano Zanini en 2001
- Philippe Koehler en 2005